# Chathamkorp
Chathamkorp (Corvus moriorum) är en utdöd fågel i familjen kråkfåglar inom ordningen tättingar som tidigare var endemisk för Chathamöarna utanför Nya Zeeland. Tidigare betraktades maorikorp (C. antipodum) som en underart av moriorum, men denna urskiljs nu oftast som egen art.

## Utseende
Chathamkorpen var betydligt större än maorikorpen och en av världens största tättingar, överskriden endast av praktlyrfågeln, korpen, och tjocknäbbad korp. Den hade en lång och bred näbb, långa ben och var troligen en stark flygare. Förmodligen var den helsvart som dess närmaste släktingar, men den kan också ha haft inslag av vitt och grått som flera andra arter i Corvus. Det verkar inte finnas någon muntlig tradition av arten eftersom Moriorifolket, som chathamkorpen uppkallats efter, dödades och förslavades av maoriska upptäcktsresande och mycket lite av deras kunskap om naturen finns bevarad. En rekonstruktion av chathamkorpen finns på Museum of New Zealand Te Papa Tongarewa.

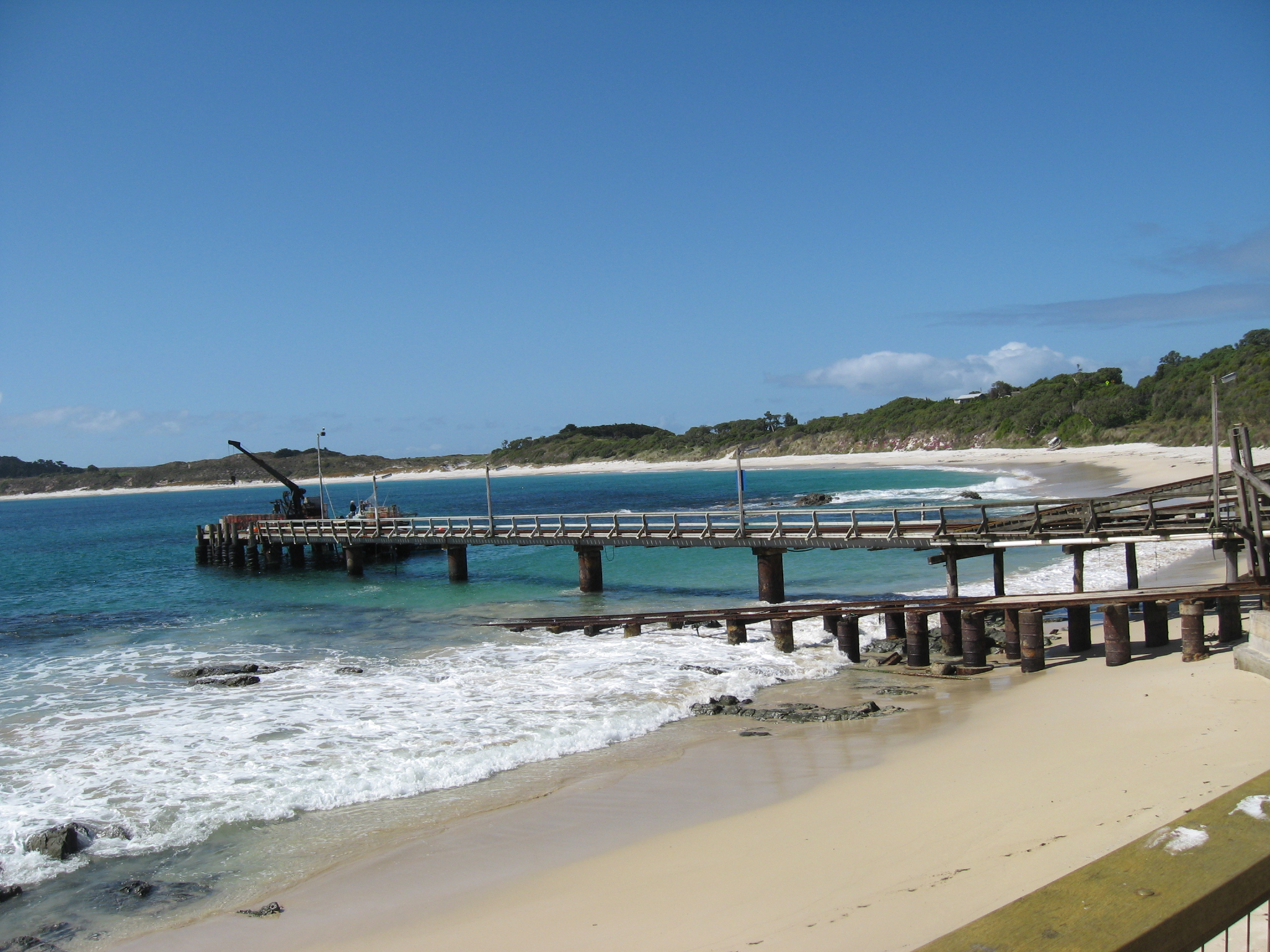
Kaingaroa Beach på Chathamöarna. Här var troligen chathamkorpen en vanlig syn för ett tusental år sedan.

## Levnadssätt
Benlämningar av chathamkorp förekommer främst utmed kusten i Chathamöarna och på ett fåtal ställen på Pittön. Den kan ha besökt säl- och pingvinkolonier eller födosökte i tidvattenszonen liksom tasmankorpen (C. tasmanicus). 

## Utdöende
Chathamkorpen dog ut efter att Moriorierna kom till ön men före européerna. Benrester av chathamkorp i kökkenmöddingar visar att de åts av människor.